# Saha (cratère)
Pour les articles homonymes, voir Saha.
Saha est un cratère d'impact sur la face cachée de la Lune. 

## Cratères satellites

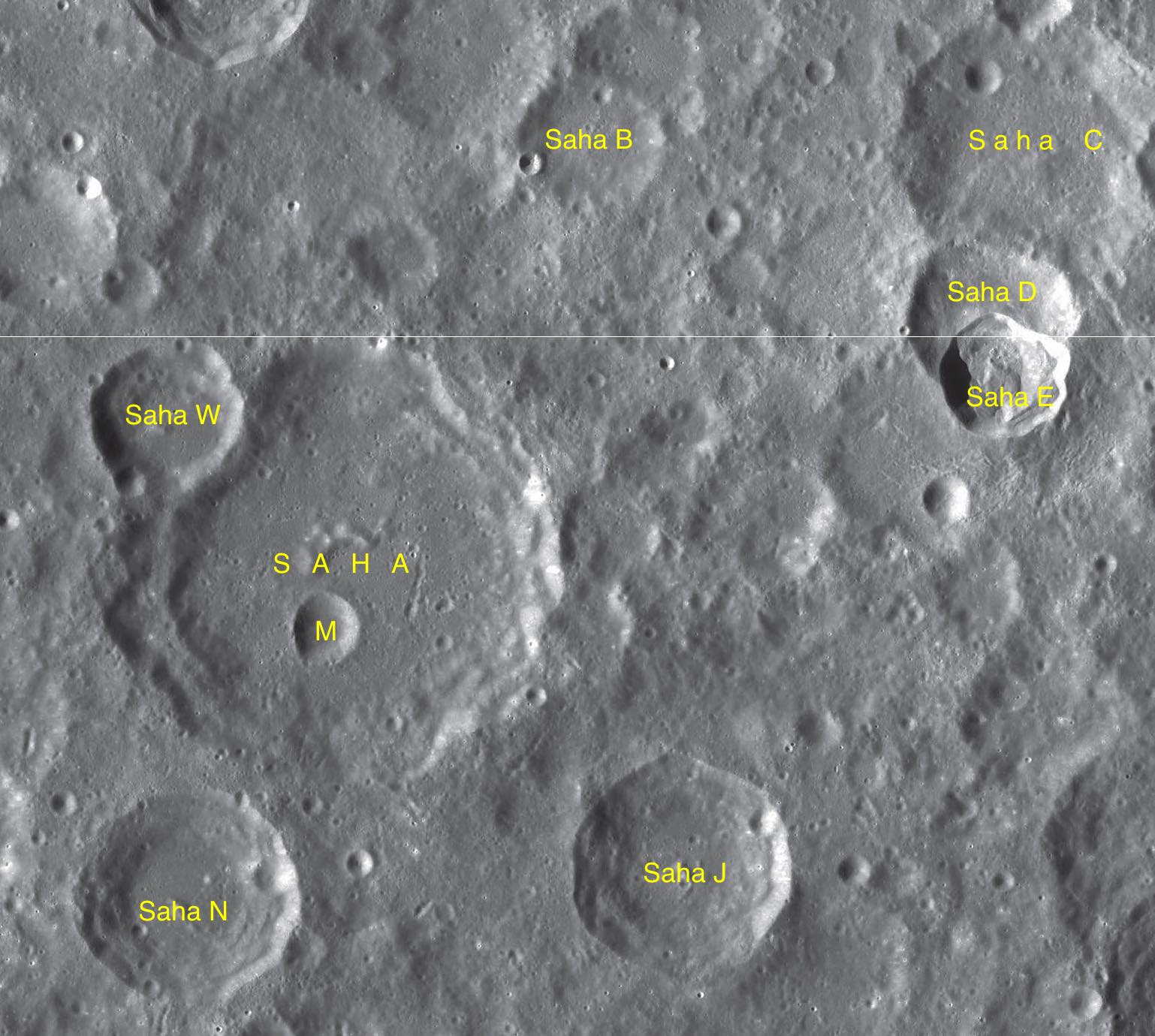
Carte des cratères satellites de Saha.

Par convention, les cratères satellites sont identifiés sur les cartes lunaires en plaçant la lettre sur le côté du point central du cratère qui est le plus proche de Saha.
| Saha | Latitude | Longitude | Diamètre |
| ---- | -------- | --------- | -------- |
| B    | 1.5° N   | 104.5° E  | 34 km    |
| C    | 1.4° N   | 107.8° E  | 64 km    |
| D    | 0.1° N   | 107.5° E  | 35 km    |
| E    | 0.2° S   | 107.6° E  | 28 km    |
| J    | 4.0° S   | 105.3° E  | 52 km    |
| M    | 2.2° S   | 102.6° E  | 18 km    |
| N    | 4.1° S   | 101.5° E  | 49 km    |
| W    | 0.6° S   | 101.4° E  | 34 km    |